# Burgstall Altenburg (Zeil am Main)
Der Burgstall Altenburg ist eine abgegangene mittelalterliche Höhenburg auf 363 m ü. NN auf dem Kapellenberg östlich von Zeil am Main im bayerischen Landkreis Haßberge.
1250 wurde Castrum Zilanum, die Burg Zeil auf dem Kapellenberg, erstmals urkundlich erwähnt. Bischof Heinrich I. von Bilversheim übergab die Burg als Pfand für geliehenes Geld an Ludwig de Rotenhagen.
Die 120 Meter lange und im Ostteil 130 Meter breite Burganlage verfügte über zwei Burghöfe, ein Ritterhaus, zwei Wohnhäuser und eine Burgkapelle. Im oberen Burghof stand ein hoher Turm. Von der ehemaligen Burganlage sind keine obertägigen Reste erhalten. 1954 wurden bei Bauarbeiten 90 Zentimeter dicke Sandsteinmauerreste gefunden, die ein nach Westen offenes Halbrund von fünf Metern Durchmesser bildeten.